# (4020) Dominique
(4020) Dominique ist ein Hauptgürtelasteroid, der am 1. März 1981 von Schelte John Bus vom Siding-Spring-Observatorium aus entdeckt wurde.
Der Asteroid wurde nach dem französischen Astronomen Dominique Bockelée-Morvan benannt.